# Oriente (regione geografica)

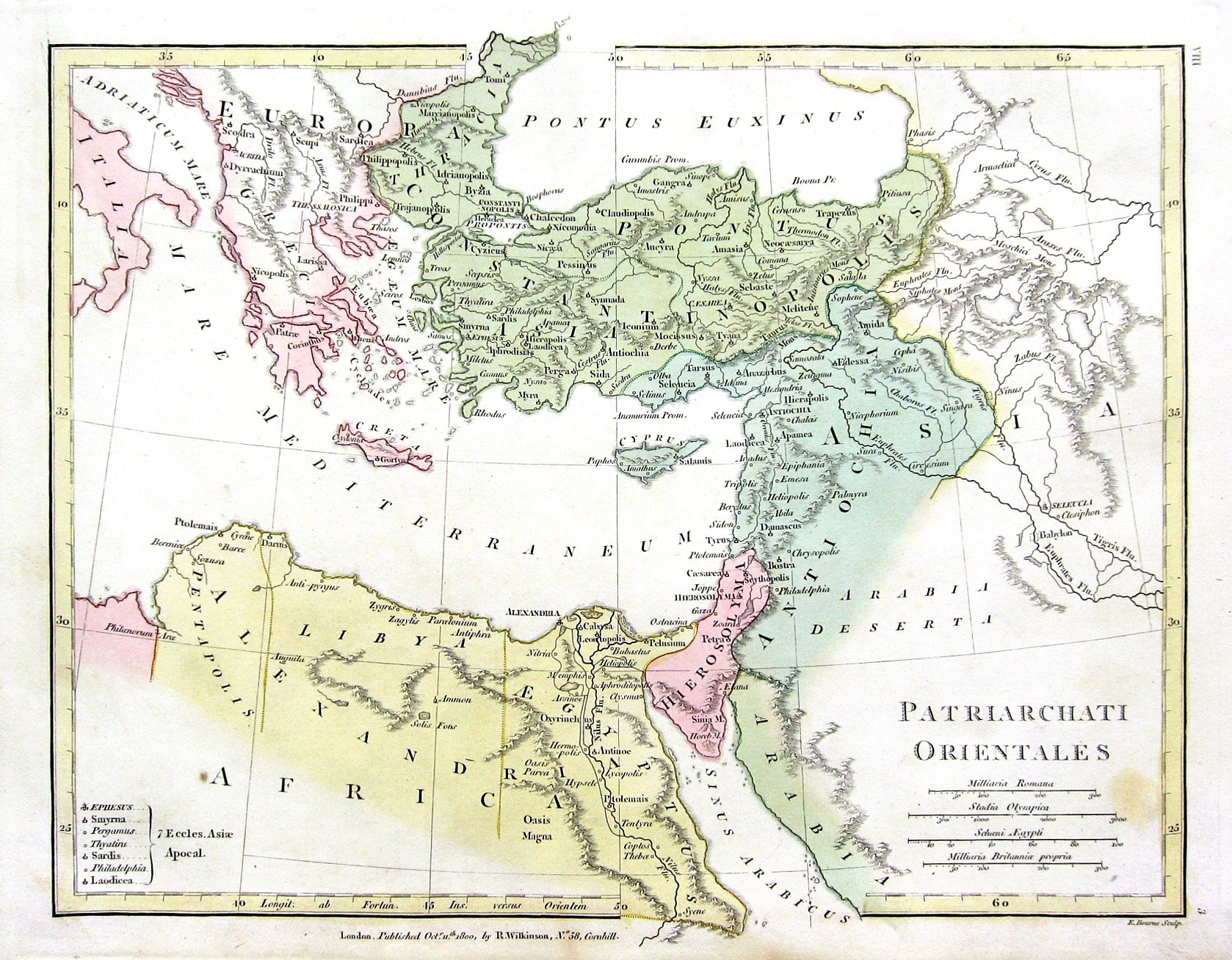
Antico Oriente all'epoca dell'Impero romano dopo il concilio di Calcedonia (451)

Il termine Oriente, in senso geografico, storico e culturale, indica le zone situate verso il punto cardinale est rispetto al meridiano di Greenwich e in generale rispetto all'Europa. Si tratta di una denominazione basata non solo su presupposti geografici, ma anche culturali, antropologici, identitari, in cui rientrano tradizionalmente le regioni del Vicino, Medio ed Estremo Oriente, e da cui invece tende a essere esclusa ad esempio l'Australia.
In senso ampio, l'Oriente accomuna quindi una pluralità di civiltà e culture soprattutto asiatiche, contrapposte all'Occidente, costituito dall'Europa e dall'America, che rappresentano invece la cosiddetta civiltà occidentale.

## Connotazione geografica
Il termine "orientale" quindi descrive, in maniera generica, tutto quello che proviene dalle zone appena citate in relazione all'Europa, ma non solo: può anche essere preso un punto di riferimento diverso, come nel concetto di Europa orientale.
In lingua inglese il termine orient è utilizzato anche come metonimia per indicare l'intero continente dell'Asia. In Francia ed in altri Paesi dell'Europa occidentale può riguardare le nazioni dell'Africa settentrionale.
La parola deriva dal latino orior, che letteralmente vuol dire "nascere" e che si riferisce al Sole. Analogamente il termine "oriente" può essere paragonato al termine geografico levante, che indica il punto dove sorge il Sole. Tra l'altro il nome Nippon, ossia uno dei nomi del Giappone, vuol dire "Paese dove sorge il Sole".

## Connotazione culturale
Non solo dal punto di vista geografico, ma anche da quello culturale, l'Oriente è stato spesso considerato la «culla della civiltà», dove cioè sono nati il progresso e l'evoluzione dell'uomo.
L'opposto dell'oriente è l'occidente, associato viceversa al concetto di tramonto e decadenza, ma visto anche come il luogo in cui la conoscenza primordiale e istintiva dell'Oriente giunge a livelli di maggiore profondità e maturazione.